# راه‌آهن روسیه
شرکت ملی راه‌آهن روسیه در سال ۱۸۳۰ تشکیل شد.
بر اساس آمار سال ۲۰۰۷ اتحادیه بین‌المللی راه آهن‌ها، شرکت راه‌آهن روسیه دارای ۸۴۱۵۸ کیلومتر شبکه ریلی و ۳۶۰۸۲ کیلومتر راه‌آهن دوخطه و ۴۲۰۰۶ کیلومتر راه‌آهن برقی می‌باشد.
این شرکت دارای ۱۲۰۶۳ لکوموتیو، ۹۴۹۴ خودکشش، ۳۳۹۵۵ واگن مسافری، و ۵۶۶۸۰۲ واگن باری است.
عملکرد بار و مسافر نیز به شرح زیر است.

## اطلاعات راه آهن موجود

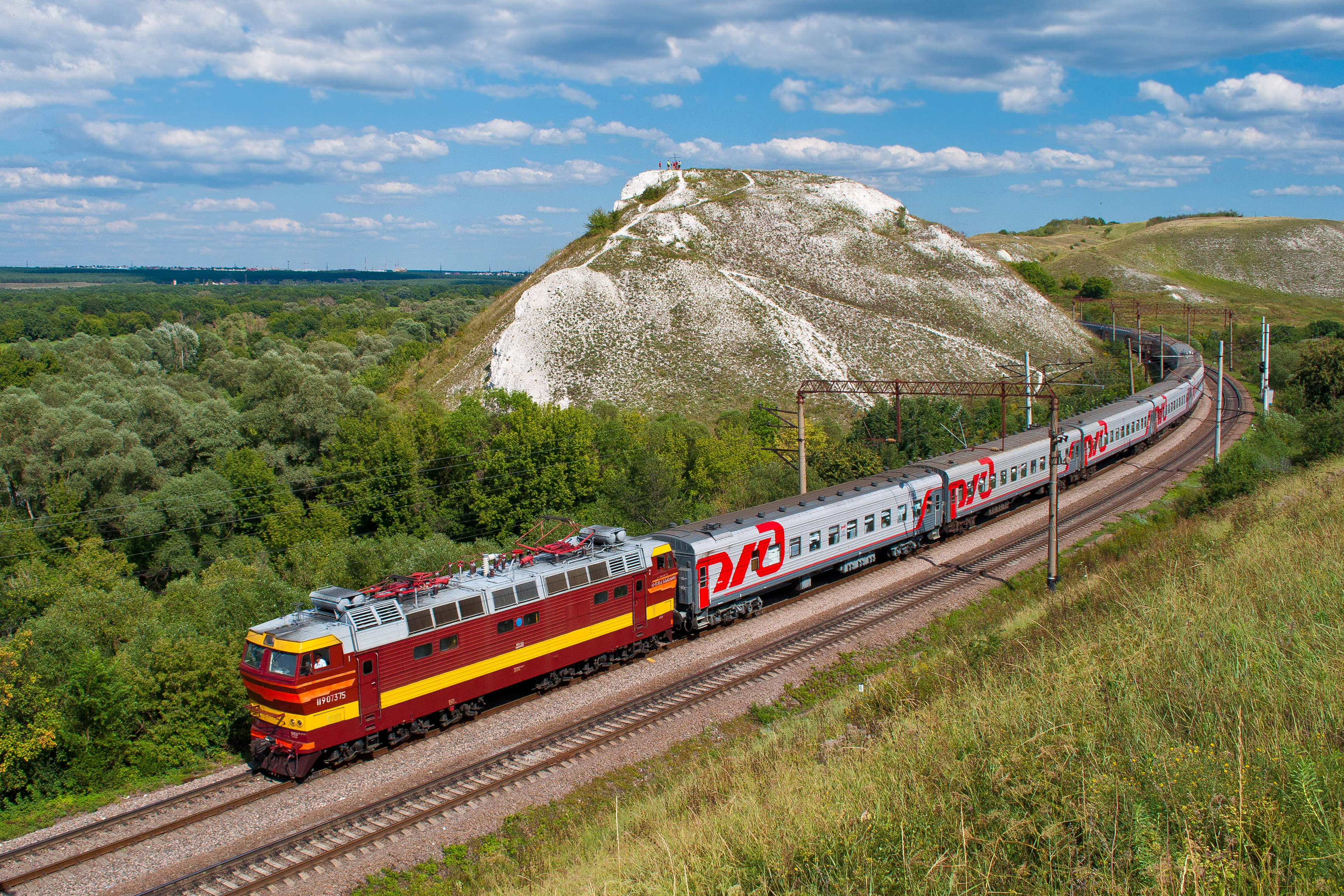
لوکوموتیو ChS4t راه‌آهن روسیه در حال حمل مسافران در استان ورونژ روسیه.

بر اساس آمار اتحادیه بین‌المللی راه‌آهن‌ها در سال ۲۰۰۷، کشور روسیه با ۱۷ میلیون کیلومتر مساحت و ۱۴۲ میلیون جمعیت دارای ۸۴۱۵۸ کیلومتر شبکه ریلی ۳۶۰۸۲ کیلومتر مسیر دوخطه و ۴۲۰۰۶ کیلومتر مسیر برقی بوده‌است.
تعداد ۱۲۰۶۳ دستگاه لکوموتیو ۹۴۹۴ ست خودکشش، ۳۳۹۵۵ دستگاه سالن مسافری و ۵۶۶۸۰۲ دستگاه واگن باری ملکی داشت.
تعداد پرسنل این شرکت ۱۱۲۸۰۰۰ نفر بود با ۱ درصد کاهش نسبت به سال قبل.
قطار کیلومتر ۱۶۱۶ میلیون و تن کیلومتر ناخالص برابر ۴۰۸۶ میلیارد.
در بخش مسافری ۱۲۸۰ میلیون مسافر و ۱۷۳ میلیارد نفر کیلومتر
در بخش باری ۱۳۴۴ میلیون تن بار و ۲۰۹۰ میلیارد تن کیلومتر را جابجا نموده‌است.

## ویژگی‌های شبکه روسیه
عرض خط این راه‌آهن ۱۵۲۰ میلی‌متر، بار محوری آن ۲۳ تن، و ارتفاع مجاز ناوگان ۴٫۷ و عرض واگن‌ها ۳٫۲۵ می‌باشد.
حداکثر وزن قطارها در روسیه حدود ۸۰۰۰ تن و طول قطارها حداکثر ۱۵۰۰ متر می‌باشد.
قلاب کشش در روسیه از نوع SA۳ با کشش ۱۲۰ تن نیرو می‌باشد و مشابه قلاب‌های اتوماتیک اروپا و ایران است.
ریل‌های روسیه اغلب از نوع ۶۵ کیلویی و ۵۰ کیلویی می‌باشد.
تعداد تراورس ۱۸۴۰ تا ۲۰۰۰ اصله بر کیلومتر است.
حداکثر سرعت مجاز مسافری در راه‌آهن روسیه ۲۰۰ کیلومتر بر ساعت و در مسیر مسکو سن‌پترزبورگ ۲۵۰ می‌باشد.
بین مسکو و سن پترزبورگ راه اهن سریع‌السیر جدیدی با سرعت ۳۵۰ در حال احداث است.

## ویژگی‌های شبکه برقی روسیه
خطوط برقی راه‌آهن روسیه از نوع جریان مستقیم ۳ کیلوولت به طول ۱۸۸۰۰ کیلومتر و جریان متناوب ۲۵ کیلوولت به طول۲۱۵۰۰ کیلومتر می‌باشد.

## سهم راه آهن روسیه در ترابری
در حمل و نقل بار در ۱۰ ماه اول ۲۰۰۳، راه اهن ۱۳۶۸ میلیارد تن کیلومتر، ۱۴۴ میلیارد توسط جاده۱۴۴ میلیارد تن کیلومتر و در دریا۷۳۷ میلیارد تن کیلومتر و از طریق هوایی ۲۱ میلیارد تن می‌باشد.
تعداد مسافر حمل شده در کیلومتر به وسیلهٔ راه اهن۱۳۳۷ میلیارد نفرکیلومتر  حمل و نقل زمینی ۱۹۳۱ میلیارد نفرکیلومتر ودریایی ۰٫۵ میلیارد نفرکیلومتر وهوایی۶۱ میلیارد نفرکیلومتر می‌باشد.

## تاریخچه
پیشینه راه‌آهن روسیه به سال ۱۸۳۱ و ایجاد راه‌آهن باز می‌گردد. واگن‌های قطار در این خط آهن به وسیلهٔ اسب کشیده می‌شد.
دومین خط آهن روسیه در ۷ دسامبر ۱۸۳۵ بین دو شهر مسکو و سن پترزبورگ ایجاد شد ونام گرفت. در این خط آهن از قطارهای بخار استفاده می‌شد.
سومین خط آهن روسیه، در سال ۱۸۳۹ بین دو شهر کشیده شد. پس از آن به سرعت خطوط راه‌آهن در روسیه کشیده شد. به‌طوری‌که تا سال ۱۸۴۵، بیش از ۲۰۰۰ کیلومتر خط آهن در روسیه کشیده شد و ده سال بعد این رقم به هشت هزار کیلومتر رسید. پس از جنگ جهانی اول این شرکت‌ها با هم ادغام شدند و در مجموع «دویچه رایش بان» (راه آهن متعلق به امپراتوری آلمان) نامیده شدند.
در دوران جنگ جهانی دوم شرکت کل راه‌آهن روسیه در واقع اداره کل دولتی قطارهای روسیه در زمان حکومت بود. ولی از پایان جنگ جهانی دوم به بعد این راه‌آهن به دو شرکت

## پژوهشگاه
راه آهن روسیه دارای مرکز تحقیقات بسیار گسترده‌ای است به نام ونیژت که استانداردها و آزمایش‌های و محصولات جدید را بر عهده دارد.
ru/index.html

## دانشگاه راه آهن روسیه
دانشگاه راه‌آهن روسیه متعلق به راه‌آهن بوده و زیر نظر وزارت علوم روسیه در چندین شهر از جمله مسکو، سن پترزبورگ و وارونژ شعبه دارد.

## موزه راه آهن
موزه راه‌آهن در روسیه در چندین شهر وجود دارد که بزرگ‌ترین آن‌ها در سن پترزبورگ قرار دارد.